# Mécanisme narratif dans les jeux de rôle sur table
Le but des jeux de rôle sur table, et de manière plus générale des jeux narratifs, est de créer une histoire. La manière dont se construit l'histoire utilise des mécanismes qui sont souvent implicites dans le cas des jeux de rôle datant d'avant les années 2000 — les ouvrages contiennent au mieux une section « conseils aux meneurs de jeu » — ou bien qui sont édictés par des règles dans le cas d'un certain nombre de jeux publiés à partir des années 2000 (dont les jeux dits narratifs).
On peut distinguer typiquement trois phases dans l'élaboration de l'histoire :
- la conception de la trame de l'histoire, du scénario ;
- le découpage de l'histoire en scènes et la conception de ces différentes scènes ;
- la mise en œuvre de tout ceci, c'est-à-dire l'édiction — « l'écriture orale » — de l'histoire elle-même.

Dans certains jeux post-2000, les trois niveaux sont mis en œuvre pendant la partie ; dans le cas d'un jeu de rôle « classique » — avec un meneur de jeu et un scénario préparé à l'avance —, les deux premiers niveaux font partie de la préparation par le meneur de jeu, seul le troisième niveau concerne la partie de jeu proprement dite.
Nous présentons d'abord la phase qui concerne tous les joueurs de tous les jeux, donc les phases sont présentées à rebours.
Notons que cet article ne traite pas du « narrativisme » en tant que manière de jouer, mais de la narration quel que soit le style de jeu, y compris « ludiste » ou « simulationniste ».

## Mécanismes élémentaires
Dans le jeu de rôle, la narration est issue de l'imagination des créateurs du jeu et des joueurs. Ces éléments issus de l'imaginaire sont mis en commun, partagés :
- de manière graphique : le jeu est en général diffusé sous forme graphique — livre papier ou fichier électronique —, le ou les concepteurs du jeu communiquent donc par écrit et par des dessins, photographies ou vidéo ;
- de manière orale : l'échange entre joueurs se fait par la parole, mais aussi parfois par écrit (échange de messages écrits, jeu par Internet).

La naissance de l'histoire est soumise à des contraintes :
- des éléments fictionnels sont imposés :
  - l'univers (background) est un cadre de jeu ; il peut avoir été conçu par les concepteurs du jeu, provenir d'autre médias (romans, films, dans le cas de jeux à licence), il peut aussi avoir été conçu par un joueur (en général le meneur de jeu) ; dans certains cas, la conception de l'univers fait partie du jeu, l'univers est construit par consensus entre les joueurs[1], éventuellement en prenant en compte des éléments aléatoires[2],
  - les éléments imposés en début de partie : il peut s'agir d'un scénario (acheté, téléchargé gratuitement ou bien écrit par le meneur de jeu), ou d'éléments choisis en partenariat avec les joueurs, éventuellement en prenant en compte des éléments aléatoires (voir les sections ci-dessous Générateurs aléatoires et Création collaborative) ;
- les conventions d'intervention entre les joueurs (qui parle pour dire quoi, qui valide ce qui est dit) : ce point est développé dans la section suivante Édiction de l'histoire ;
- la mécanique du jeu : les règles du jeu en elles-mêmes évoquent « des choses » aux joueurs, ce qu'Olivier Caïra appelle la « fiction axiomatique ».

La finalité d'une partie de jeu de rôle étant la création d'une histoire, on peut dire que tout ce qui intervient dans la partie — dont les ouvrages de jeu (règles, description de l'univers, scénario), les accessoires (feuilles de personnage, dés, figurines, aides de jeu…), les interventions des joueurs — font partie des mécanismes narratifs ; on retrouve là le principe de Baker-Care « tout est système ». Toutefois, si la finalité (ce que l'on obtient à la fin) est une histoire, ce n'est ne revanche pas nécessairement l'objectif de tous les joueurs : certains veulent relever des défis, d'autres veulent s'immerger dans le monde fictionnel et éprouver des émotions… Tous les éléments n'interviennent donc pas au même degré.

## Édiction de l'histoire
Quel que soit le jeu — de rôle ou narratif — la finalité de la partie est la formulation orale d'une histoire, à plusieurs conteurs. Cette phase est proche du théâtre d'improvisation, puisqu'elle met en œuvre des capacités d'interprétation et d'improvisation avec des contraintes — thème donné, mécanismes de simulation.
Dans sa définition la plus large, on peut dire que
le jeu de rôle est une fiction partagée par plusieurs participants, encadrée par des règles, et pour laquelle personne ne revient sur ce qui a été dit au préalable.

### Une responsabilité partagée entre les joueurs
Dans les jeux considérés, l'histoire s'écrit à plusieurs voix, chacun est donc responsable de la « bonne construction » du récit. Un élément important est de limiter la suspension consentie de l'incrédulité : si les participants acceptent des situations inhabituelles et des événements impossibles, en particulier dans les genres fantastiques et de science-fiction, il faut néanmoins une cohérence interne à l'univers fictif, et que les personnages, joueurs comme non-joueurs, aient un comportement plausible.

#### Interprétation des personnages-joueurs
Pour les joueurs de personnage, c'est-à-dire les joueurs de jeu de rôle autres que le meneur de jeu, on trouve souvent des conseils dans les revues spécialisées, notamment :
- ne pas faire d'anti-jeu : on peut définir l'anti-jeu comme le fait de faire agir son personnage pour volontairement gâcher le plaisir des autres joueurs, ou bien agir volontairement autour de la table pour « casser » l'ambiance — faire des remarques hors de propos, critiquer la manière de jouer des autres participants, tricher, être agaçant, … ;
 il n'est pas toujours facile de faire la distinction entre l'anti-jeu, l'action hors jeu sans volonté de nuire et le fait d'interpréter un personnage de manière particulière (par exemple un traître au groupe, un schizophrène, un misanthrope) ;
 de ce point de vue, la notion de roleplay se rapproche de celle de fair play[4] ;
- donner de « l'épaisseur » à son personnage : un passé, un ou quelques défauts[5], des motivations, un but, un caractère (une « psychologie ») ;
- interpréter son rôle, se « mettre dans la peau du personnage », sans toutefois verser dans la caricature ; en particulier, décrire les actions plutôt que de faire référence à des points de règles, préférer « je lève mon épée et l'abats sur sa tête » plutôt que « je fais une attaque » ;
- accepter l'arbitrage du meneur de jeu ;
- de manière plus générale, être respectueux des horaires, du lieu où se déroule la partie, du groupe avec lequel on joue ; ce savoir-être social ne concerne pas directement la construction de l'histoire mais influence l'immersion de chacun dans l'histoire.

Les règles de création du personnage peuvent aider à lui donner de la profondeur, comme, le mécanisme d'avantage/défaut. Dans Tenga, le joueur doit choisir
- une ambition,
- une révolte, qui est la raison pour laquelle le personnage sort de son quotidien pour se lancer dans l'aventure,
- ainsi qu'un karma, qui est son destin probable (qui peut être l'accomplissement de son ambition, son abandon ou tout son contraire).

Le jeu Wuxia propose, pour définir le concept du personnage, de répondre aux questions suivantes :
- De quel milieu le personnage provient-il ?
- Quelle impression le personnage laisse-t-il aux gens ?
- Quelle est l'apparence physique du personnage ?
- Qu'est-ce qui motive le personnage ?
- Quelle est la meilleure qualité du personnage et quel est son pire défaut ?
- Comment réagit-il émotionnellement à son environnement ?
- Quelles sont les choses que le personnage préfère et celles qu'il déteste ?
- Quelle est sa plus grande crainte ?

Les systèmes de classe de personnage ou d'archétype peuvent fournir des éléments de motivation et de caractère stéréotypés pour les personnages.

#### Maîtrise de la partie
Les conseils donnés au meneur de jeu sont en général :
- soigner les descriptions des éléments censés être impressionnants pour les joueurs ; certaines scènes doivent être mémorables, comme la confrontation à un événement capital, la rencontre d'un être important, la clôture d'une campagne ou bien la mort d'un personnage-joueur ;
- créer une ambiance, ce qui passe par le cadre matériel (le lieu, et en particulier l'éclairage), le fond sonore (musique), et l'interprétation théâtrale ;
- interpréter les résultats des dés de manière plausible et imagée (plutôt que « ça réussit/ça rate ») ;
- s'arranger pour que chaque personnage ait un rôle à jouer dans l'histoire, pour que chaque joueur puisse faire intervenir son personnage, et en particulier ses compétences spécifiques ;
- favoriser la progression de l'histoire mais sans donner l'impression d'être dirigiste — un exercice d'équilibriste ;
- être impartial pour départager les joueurs, mais accepter de discuter des règles et de se remettre en cause en dehors des parties ;
- être attentif aux joueurs qui se sont lancés dans du hors-jeu (en racontant des anecdotes de la vie réelle, en se racontant des blagues, …), et les recaptiver ou bien décréter une pause.

Notons que l'entorse aux règles de simulation de la part du meneur de jeu n'est en général pas considérée comme de la triche tant qu'elle sert à la progression de l'histoire et qu'elle n'introduit pas de favoritisme envers un joueur, et n'est pas un prétexte pour nuire aux personnages-joueurs. Gary Gygax déclarait d'ailleurs
« les dés servent à faire du bruit derrière le paravent. »
De fait, dans certains cas, les règles de simulation vont à l'encontre de la construction de l'histoire, comme quand par exemple un personnage meurt « bêtement » ou passe à côté d'un indice capital à cause d'un mauvais jet de dé, ou bien lorsque les personnages tournent en rond sans trouver la solution à une énigme ; le meneur de jeu donne alors un « coup de pouce » en faisant une entorse aux règles de simulation, ce qui a fait dire à certains que le système n'a pas d'importance, system doesn't matter
Dans les jeux de rôle classiques, c'est le meneur de jeu qui a la plus grande responsabilité : c'est lui qui propose les situations, c'est lui qui énonce les descriptions de l'environnement et des figurants, c'est lui qui arbitre, départage, et donc décide en grande partie de la progression de l'histoire. Pour autant, les joueurs de personnages maintiennent l'ambiance et sont en général les moteurs de l'action. Les règles insistent souvent sur le fait que c'est un jeu de collaboration, de coopération ; il n'y a pas de vainqueur ni de perdant, ni du côté du meneur de jeu, ni du côté des joueurs de personnages.
Les jeux narratifs, quant à eux, attribuent en général une responsabilité à chaque joueur de manière explicite. Ils cherchent en général à diminuer l'asymétrie joueur de personnage/meneur de jeu, par exemple en imposant des actions au meneur, en permettant à un joueur d'imposer un élément d'histoire — donc d'influer autrement que par l'action de son personnage — ou bien en instaurant une rotation du rôle de meneur de jeu, voire en supprimant le meneur de jeu. En effet, si chaque joueur apporte un élément d'histoire, ou bien si ces éléments proviennent du matériel — comme un tirage de cartes — alors aucun joueur n'a de rôle central.
On peut par exemple citer le cas du jeu Apocalypse World, dans lequel les joueurs ont huit actions narratives possibles — agir face au danger, agresser quelqu'un, prendre par la force, séduire ou manipuler, faire le point, cerner quelqu'un, ouvrir son cerveau, aider ou interférer — et le « maître de cérémonie » (le pseudo-meneur de jeu) en a quinze — décrire les échecs des personnages (blessures, perte de matériel), annoncer un problème à venir, préparer une opportunité aux personnages, …
Contrairement aux jeux de rôle, les jeux narratifs peuvent introduire une compétition entre les joueurs, avec une notion de gagnant et de perdant.

### Des conventions d'intervention
Les conventions d'intervention régulent le partage de la parole ; elles définissent donc qui édicte l'histoire et à quel moment. On parle aussi de responsabilité narrative, d'autorité (le fait d'être auteur, mais aussi le fait d'être influent et responsable) ou de crédibilité (avoir du crédit).
En jeu de rôle, la manière dont interviennent les joueurs est en général régie par des conventions implicites. Par exemple, si un personnage est absent d'une scène, alors le joueur s'abstient de parler — certains meneurs demandent d'ailleurs à ces joueurs de se mettre à part pour ne pas suivre cette partie de l'histoire. Ou encore, si un joueur dispose d'une information que son personnage ne peut pas connaître, il doit faire comme s'il l'ignorait. Et de manière générale, dans un jeu de rôle « classique », un joueur de personnage n'expose que ce que dit ou fait son personnage, pas ce que font les personnages des autres joueurs, ni ce qui se passe alentour, qui est du ressort du meneur de jeu.
Là encore, les jeux narratifs tendent à proposer d'autres conventions, chaque joueur étant vu plus comme un coauteur que comme un participant cadré.
Par ailleurs, lorsqu'un joueur énonce une action, il est important de savoir çà quelle étape de l'action il se réfère : intention, début de la mise en œuvre (initiation), fin de l'action (execution), effet de l'action ; on parle parfois d'IIEE (intent, initiation, execution, and effect) ou de IIEC ou IICE (C pour completion). Par exemple, lorsqu'il dit qu'il « j'ouvre la porte », cela signifie-t-il que :
- I : son personne a l'intention d'ouvrir la porte ?
- I : son personnage a mis la main sur la poignée ?
- E : son personnage a tourné la poignée et poussé la porte ?
- E/C : la porte est effectivement ouverte.

Un autre paramètre important des conventions d'intervention concerne la mécanique de résolution : lorsque le hasard est en jeu (fortune), y a-t-il des « choses à ajouter » après le jet de dé ou équivalent (tirage de carte, de jetons…) ? Dans les premiers jeux, on considérait en général que le joueur annonçait ce qu'il faisait (intention), et que le jet de dés indiquait la conséquence, le joueur n'ayant plus rien à préciser après le jet ; cette situation est dite « hasard à la fin », ou fortune at the end, FatE. Mais on peut également considérer que le joueur énonce une intention générale d'action, et qu'une fois le jet de dé effectué, il précise la manière dont il a effectué l'action, et pourquoi elle a échoué ; on parle de « hasard au milieu », fortune in the middle, FitM. Cette dernière option peut être exploitée explicitement par les règles de résolution, en permettant au joueur de décider de certaines choses après le jet de dés, par exemple dépenser des « points de destin » pour infléchir le résultat ; on parle alors de « hasard au milieu avec les dents » fortune in the middle with teeth.

### Différences entre un texte narratif et une partie de jeu de rôle
Même si une partie de jeu de rôle, ou de jeu narratif, consiste à créer une histoire, il existe des différences notables par rapport aux textes narratifs (romans, nouvelles). La première est le recours aux clichés : les clichés et poncifs sont souvent mal perçus dans les textes narratifs (ou d'ailleurs les films), et l'on dira volontiers que « le scénario est téléphoné », « la ficelle est un peu grosse ». Étrangement, les joueurs sont plus tolérants à ces procédés, peut-être parce qu'ils participent dynamiquement à l'élaboration de l'histoire. Selon Isabelle Périer, le recours aux poncifs a aussi une raison d'être « économique » (dans le sens économiser les moyens, avoir une rentabilité par rapport au temps investi) : alors qu'un univers fictionnel va donner lieu à quelques œuvres filmées qui sortiront au rythme de un tous les deux ans au mieux, il va donner lieu à plusieurs dizaines de scénarios, au rythme de plusieurs scénarios par an, le meneur de jeu doit donc produire bien plus qu'un scénariste de cinéma. Par ailleurs, la stéréotypie représenterait une stabilité face à la complexité du monde réel. C'est ainsi que l'on trouve souvent des personnages stéréotypés (voir la notion de classe de personnage dans les premiers jeux de rôle, et d'archétype dans des jeux plus récent), des aventures type (sauver la princesse, sauver le monde).
La deuxième différence concerne les détails sur la vie de tous les jours.
« 
En fait, nous touchons là une des différences fondamentales entre un texte narratif et un jeu de rôle. Dans le premier, l'auteur sélectionne et impose à son lecteur les informations qui sont utiles au déroulement de récit : si l'on voit souvent Sherlock Holmes lire le Daily Telegraph, on ne l'entend jamais dire combien lui coûtait son achat, tout simplement parce que ça n'est d'aucun intérêt dans l'intrigue. Dans un jeu de rôle par contre, les joueurs interagissant, ils peuvent très naturellement s'inquiéter d'un détail aussi banal, tout simplement parce qu'en tant que joueurs, dans la vie de tous les jours, le prix d'un journal n'est pas anodin.
[…]
On peut faire un parallèle avec ce qu'Umberto Eco appelle les « promenades inférentielles » : il s'agit, pour le lecteur, de s'échapper hors du texte pour y revenir « riche d'un butin intertextuel » (Lector in fabula, 1985).
 »
— Daniel Dugourd, Jouer avec l'Histoire

### Un univers imaginaire commun
Même si les joueurs peuvent utiliser des supports visuels, audio ou matériels — illustrations (dessins, photographies), musique, figurines, voire déguisement et maquillage (pour des pratiques de type grandeur nature) … —, chaque participant (meneur de jeu, joueur de personnage) ou spectateur imagine la scène pour lui-même. Pour des raisons de cohérence narrative (les joueurs prennent des décisions/les personnages agissent selon la logique interne du monde, voir Interprétation du rôle), les joueurs doivent avoir des références communes. Si l'apparence de tel personnage ou objet peut varier dans l'imaginaire de chaque joueur, ils doivent en revanche s'accorder sur les capacités générales de telle créature (p. ex. les elfes voient dans le noir) ou de tel objet (p. ex. un M16 a une portée de plusieurs centaines de mètres et peut difficilement se cacher dans des vêtements).
Le groupe doit prendre ceci en compte lorsqu'il choisit le jeu auquel il va jouer — on parle ici du jeu en tant que produit, ouvrage —, c'est-à-dire lorsqu'il choisit l'univers et les règles du jeu qui l'accompagnent. Une partie dans un univers original et exotique pourra créer des situations intéressantes ; mais un nouveau joueur arrivant dans un groupe familier de cet univers pourra se sentir perdu voire exclus. De même, jouer dans un univers de licence — tiré de romans, films, jeux vidéo comme Le Seigneur des anneaux, Star Wars, Le Trône de fer, World of Warcraft — peut nécessiter de connaître les œuvres en question ; cela peut notamment poser problème lorsque certains joueurs n'ont pas accès à ces œuvres, par exemple souffrent d'un handicap visuel. Jouer dans un univers « inconnu » n'est pas en soi un problème à condition que le meneur de jeu en soit conscient et que les joueurs soient au « même niveau de découverte » du monde, ou bien que la différence de connaissance du monde soit volontairement un mécanisme moteur du jeu ; on peut par exemple imaginer une unité militaire en opération extérieure (type occupation romaine, guerre coloniale, guerre du Vietnam) comprenant des vétérans et des jeunes recrues.
À l'inverse, jouer dans un univers trop familier peut poser d'autres problèmes. Les joueurs risquent de ne pas mettre assez de distance par rapport à la fiction. Il est plus difficile de suspendre son incrédulité ; typiquement, si l'action se déroule dans un lieu que connaît un des joueurs, celui-ci peut se dire, et dire aux autres, « mais non, ce n'est pas ainsi ». Le problème peut aussi se poser lorsque la narration aborde un thème dont un joueur est spécialiste : un point technique, historique, … Enfin, à une période où le jeu de rôle était soupçonné en France de favoriser des comportements criminels ou suicidaires (fin des années 1980 et surtout dans les années 1990, voir l'article Jeu de rôle sur table > La stigmatisation médiatique), il est apparu important de limiter l'identification entre le joueur et le personnage, que le joueur ait une distance par rapport au personnage. C'est ainsi, par exemple, que la première version du jeu Trauma, jeu de rôle contemporain « réaliste » (non fantastique), proposait initialement (en 1986) au joueur de jouer son propre rôle, et que cette possibilité a disparu dans l'édition de 1988 (ça et le fait qu'un personnage « commun » a peu de chances de survie dans une aventure héroïque, hors du commun).
Cette notion d'univers imaginaire commun peut sans doute expliquer le succès d'univers stéréotypés (médiéval-fantastique « standard ») ou proches du réel (jeux de rôle historiques, uchroniques, contemporains ou dans un futur proche), ou de licences très connues. Cette intertextualité (éléments empruntés à d'autres textes) puisant en général dans la « culture geek » permet d'intégrer facilement de nouveaux joueurs dans un groupe, économise des descriptions au meneur de jeu, …
L'univers imaginaire commun est une des composantes de « l'espace imaginaire commun » tel que défini par Joseph Young, et qui désigne ce qui est commun dans la manière dont chacun des joueurs imagine l'histoire.

## Conception des scènes
Nous distinguons ici la conception — définir le concept, l'idée de base de la scène — de la création — édiction effective, « mise en mots » de la scène, « concrétisation » de l'idée de base, qui est décrite dans la section précédente.
La conception des scènes est radicalement différente dans les jeux narratifs et dans les jeux de rôle. En effet, l'essence des jeux narratifs est de créer des scènes ; cette conception se fait donc au fil du jeu, par tous les joueurs — à tour de rôle ou bien ensemble. Dans les jeux de rôle, le but est de faire évoluer la scène à partir d'une situation initiale, le concept est donc en général établi avant le début de la partie ; « en général », car le meneur de jeu peut avoir à improviser une scène et donc à la concevoir à la volée.
Nous nous centrons ici sur la conception dans le cadre des jeux de rôle : comme c'est l'essence dans les jeux narratifs, cela relève de l'article dédié.
Comme énoncé précédemment, un joueur de personnage est là pour participer, donc son personnage doit avoir l'occasion de faire quelque chose, et si possible de faire progresser l'action de manière notable, de « briller » : résoudre une énigme, combattre un adversaire, gérer une rencontre en finesse, … En jeu de rôle, une des responsabilités du créateur de scénario est de proposer des situations qui permettent ceci.
Si le scénario est écrit par le meneur de jeu, celui-ci doit concevoir des défis à la mesure des personnages : ni trop difficiles, ce qui conduirait à un échec qui serait perçu par les autres joueurs comme injuste, ni trop faciles, car « à vaincre sans péril, on triomphe sans gloire. » Si le meneur de jeu se contente de reprendre un scénario préexistant, il peut avoir un travail d'adaptation à faire. L'éditeur d'un scénario prêt-à-jouer, quant à lui, devrait mentionner le type d'interactions majoritaire, et une évaluation du niveau de difficulté. En général, la difficulté est donnée par :
- la taille du groupe requis ;
- la puissance des personnages ; dans les systèmes de jeu à niveau, on indique le niveau des personnages, dans les systèmes à compétences, on peut indiquer les compétences requises.

Certains scénarios indiquent d'ajuster le nombre de combattants au nombre de personnages-joueurs. Certains jeux proposent un système d'évaluation de la difficulté. Par exemple, dans la version 3 de Donjons et Dragons, chaque rencontre ou piège est assorti d'un facteur de puissance (FP) permettant d'ajuster le rapport de force. D'autres jeux, comme Fantasy Craft, prévoient de « niveler » les rencontres, c'est-à-dire d'adapter la puissance des opposants au niveau du groupe : au lieu de fixer une valeur aux caractéristiques des opposants, le meneur de jeu fixe une « classe de puissance », la valeur de la caractéristique est fonction de cette classe et du niveau du groupe (elle est lue sur une table à double entrée).
Toutefois, si les joueurs ne rencontrent que des situations à la portée de leurs personnages, il peut s'ensuivre un émoussement de l'excitation. Certains scénarios proposent donc des situations « trop » difficiles, le but n'étant alors pas de « vaincre » mais plutôt d'esquiver ou de survivre. La prise de conscience du danger se fait souvent par une confrontation indirecte : les personnages sont témoins d'un événement donnant la dimension du danger, une des ficelles consistant à faire mourir un personnage non-joueur — procédé surnommé « syndrome de Star Trek » (notamment par le journal Casus Belli), et parfois red shirt (« chemise rouge », en référence aux uniformes des personnages de Star Trek).
Cela met en évidence deux manières de jouer, deux « contrat sociaux » : dans le premier cas, le meneur de jeu propose des épreuves à la mesure des personnages et le jeu est centré sur la manière dont les personnages vont réussir à atteindre leur but. Dans le second cas, on a un monde « indépendant » des personnages, c'est aux joueurs d'estimer si une tâche est à la hauteur de leurs personnages ou s'ils doivent la fuir ou l'éviter et le jeu est plus centré sur la tournure que prend l'histoire.

## Conception de la trame

### La structure des scénarios
Dans un jeu de rôle, une part importante de l'histoire réside souvent dans le scénario. Il existe des exceptions, comme des scénarios qui se contentent de décrire des lieux, des personnages et des situations sollicitant les personnages-joueurs, et laissent la part belle à l'improvisation ou au travail de préparation du meneur de jeu ; on parle parfois de « bac à sable ». C'est le cas par exemple de La Cité des treize plaisirs pour Rêve de Dragon.
On distingue souvent deux types de scénarios : les scénarios linéaires et les scénarios ouverts. Un scénario linéaire est un scénario dans lequel les situations s'enchaînent dans un ordre déterminé sans que les joueurs puissent changer cet ordre ; dans la typologie proposée par Joseph Young dans Le Truc impossible avant le petit-déj’, c'est un jeu de type « illusionisme » ou « participationnisme ». Un scénario ouvert est au contraire un scénario dans lequel c'est l'action des personnages-joueurs qui détermine la scène suivante. Si l'on considère le plaisir du jeu :
- pour un joueur de personnage, l'important est d'avoir l'impression d'influer sur le cours de l'histoire ;
- une partie basée sur scénario linéaire est plus simple à animer pour le meneur ;
- un scénario linéaire permet en outre de maintenir un rythme à la partie, d'éviter les temps morts, de maîtriser l'horaire (si la partie doit se finir avant une heure donnée) ;
- un scénario ouvert nécessite une plus grande réactivité et capacité d'improvisation de la part du meneur, ce qui participe aussi au plaisir pour certains.

La plupart des scénarios sont entre les deux situations. Par exemple, dans le cas d'une enquête, les personnages doivent rassembler un certain nombre d'éléments pour pouvoir progresser, ce qui est en soi linéaire ; mais l'ordre et la manière d'obtenir ces éléments peut être au contraire ouvert, et l'on peut avoir plusieurs manières de suivre une piste. Par ailleurs, on peut avoir des passages linéaires au sein d'un scénario plutôt ouvert.
Les auteurs de jeux de rôle ou d'articles font parfois références à des « classiques » de narratologie, comme la Poétique d'Aristote, le schéma actantiel de A. J. Greimas, l'Introduction à la littérature fantastique de Tzvetan Todorov, le Voyage du héros de Joseph Campbell ou les temps forts (story beats) de Blake Snyder (en), pour aider à l'écriture de scénarios ou d'une campagne. D'autres auteurs proposent d'utiliser une structure d'arc narratif, c'est-à-dire d'avoir plusieurs histoires se chevauchant dans une campagne. Cela a notamment donné la méthode dite « 5 × 5 »,, qui consiste à prévoir cinq arcs narratif découpés chacun en cinq parties, avec la possibilité de changer d'arc entre chaque partie ; chaque arc narratif est linéaire, mais leur combinaison permet de rompre cette linéarité. Il existe encore des scénarios avec une structure inhabituelle, par exemple à rebours. Mais de manière générale, on a :
- une situation de départ, qui doit impliquer les personnages comme les joueurs ;
- un développement de l'histoire, qui fait intervenir des protagonistes (collaborateurs) et antagonistes (adversaires) ; les personnages non-joueurs et les lieux sont des occasions pour permettre aux personnages-joueurs d'agir, et donc aux joueurs de construire la narration ;
- un dénouement.

Une partie de jeu de rôle d'environ 4 h comporte en général trois à cinq scènes, ouverture et dénouement compris ; chaque scène comporte une ou plusieurs « rencontres » — rencontre avec un pro- ou antagoniste (opposant, informateur, employeur, …), énigme, négociation, investigation, et de manière générale tout événement ayant une intensité dramatique (ayant un enjeu, créant une attente, modifiant le cours de l'histoire).
Typiquement, un scénario peut donc être représenté par trois documents :
- un schéma actanciel représentant les motivations des personnages et leurs liens (qui fait quoi, dans quel but et pour quelles raisons) ; ce schéma permet d'avoir les idées claires sur le déroulement de la narration et facilite l'improvisation ;
- un schéma dramatique représentant l'enchaînement prévisible des situations et les lieux correspondants (quelle situation peut mener à quelle autre situation), et forme un cadre plus ou moins rigide, plus ou moins linéaire, permettant la progression de l'action ;
- une carte représentant les lieux des actions prévues.

Les schémas actanciel et dramatique peuvent être présentées sous forme de tableau synoptique ou bien de schéma conceptuel.
À ceci s'ajoute (voir plus loin Création de l'environnement)
- les « listes techniques » des objets et personnages non-joueurs (description, caractéristiques éventuellement chiffrées) ;
- la description des lieux notables (éventuellement accompagnées de plans), de ce qui s'y trouve, de ce qui s'y déroule, des rencontres ;
- et le cas échéant une chronologie d'événements inévitables et dates limites.

### Scénario type
Il existe un certain nombre de scénarios types :
- exploration de lieu ouvert (urbain ou nature), ou de lieu clos (« donjon ») :
  - recherche d'un objet,
  - infiltration : espionnage, vol, sabotage, élimination d'une menace ou d'un intérêt contradictoire,
  - exfiltration : évasion, capture, sauvetage,
- enquête ;
- survie : chasse à l'homme, recherche d'un antidote, sortie d'une zone de danger ;
- intrigue politique, de cour ;

« La plupart des jeux jusque-là étaient centrés sur les combats. Dans le genre de l'horreur, le plus faible des monstres envisageable est a priori le cultiste, qui est, par définition, aussi fort que l'investigateur (puisqu'ils sont tous les deux humains). Un loup-garou ou un fantôme sont suffisamment féroces pour constituer l'intrigue d'un roman ou d'un film à eux tout seul.
Il était évident que L'Appel de Cthulhu devait se focaliser sur autre chose que le combat, je l'ai donc ajusté sur l'investigation, ce qui cadrait par ailleurs bien avec les personnages et les histoires de Lovecraft. J'ai en gros substitué l'investigation, la recherche et la découverte de secrets au combat. »

— Sandy Petersen
Certains jeux sont explicitement orientés vers un scénario type, comme l'exploration de donjon dans Donjons et Dragons — et, poussé à l'extrême, le porte-monstre-trésor — ou les enquêtes dans L'Appel de Cthulhu. Cela ne signifie pas que les parties soient cantonnés à un scénario type, mais que les mécanismes de simulation du jeu facilitent ce type de scénario. Le scénario type fournit un guide de conception de l'aventure, et le développement de l'histoire est facilement identifiable par tous les joueurs, ce qui facilite la coopération narrative ; d'un autre côté, la répétition peut lasser. On peut très bien avoir un faux scénario type : l'histoire commence selon les standards d'un scénario type mais dévie ensuite, selon le principe de la fausse piste.
Pour faciliter l'identification de produits tout faits, certains éditeurs font figurer le type d'aventure. C'est le cas par exemple de Paizo Publishing qui a découpé sa gamme de modules indépendants en huit séries dont six désignent le type d'aventure : D (donjons), S (sauvage, ou W wilderness), U (urbain), J (journey, voyage), T (treasure chest wilderness adventure, chasse au trésor) et E (événements).
Le type d'aventure doit convenir au groupe. Dans l'idéal, le choix se fait en concertation avec tous les joueurs, même si, dans le cas d'une campagne, une rupture de la monotonie peut être appréciée. Selon les auteurs de Savage Worlds, on peut distinguer trois types de campagnes : combat, exploration et interprétation (roleplay), auxquelles on peut ajouter une dose plus ou moins importante d'horreur. Les auteurs de Fantasy Craft classent les styles de jeu selon trois axes :
- amusement (humour) ↔ tactique (sérieux, immersion dans la peau du personnage) ;
- interprétation ↔ combat ;
- prudence (les personnages-joueurs peuvent facilement mourir) ↔ témérité ;

ils utilisent également les trois axes suivants :
- jeu de rôle ↔ jeu de dés ;
- historique ↔ fantastique ;
- réalisme, vraisemblance ↔ magie, miracles.

### Les moteurs de l'histoire
Le premier point du scénario est l'accroche, c'est-à-dire comment impliquer les personnages-joueurs, et donc les joueurs. Selon les auteurs de Fantasy Craft, les motivations typiques des personnages-joueurs sont : « la curiosité, un problème moral ou éthique, l'avarice, la luxure, la peur, la colère, le remords, le ressentiment, la loyauté, un besoin d'excitation ou de découverte, un brûlant désir de vengeance, une lutte désespérée pour la survie, le simple désir de vaincre ou tout autre chose qui attisera les passions […]. La plupart des joueurs peuvent être appâtés avec la simple promesse de… plus. » On retrouve souvent les éléments suivants, :
- les personnages sont embauchés pour une mission, de préférence dans une auberge[38], car ils ont besoin d'argent et/ou c'est leur métier : mercenaires, compagnie d'aventuriers, détectives privés, …
- les personnages font partie d'une organisation qui les envoie en mission : force de maintien de l'ordre, de défense ou d'invasion (police, armée, services secrets), ordre religieux, guilde, service d'étude ou d'investigation (université, société d'archéologie, société savante), société secrète, famille, …
- les personnages sont appelés à l'aide par une connaissance (famille, ami), ou bien sont témoins d'un acte qui les fait réagir de par leurs convictions morales (« protecteurs de la veuve et de l'orphelin ») ;
- les personnages subissent une situation (éventuellement introduction in medias res) : ils sont victimes ou témoins d'un vol, d'une agression, d'un accident, d'une arrestation, d'un enlèvement, sont pourchassés, sont empoisonnés ou contaminés et promis à une mort lente, …
  - les personnages reprennent conscience dans un environnement inconnu et sont amnésiques ;
- les personnages convoitent de la richesse, une renommée, un bien[39] — trésor, technologie de pointe, objet magique, information — pour acquérir de la puissance — cela peut être un scénario intermédiaire, le bien en question permettant d'affronter un puissant ennemi — …
- un ennemi juré se manifeste ;

« Un scénario de JdR est toujours basé sur un conflit, quels qu’en soient la forme, l’ampleur et les enjeux. »

— Sébastien Delfino
 , Campagne interactive

« Le conflit est un élément principal d’une partie de jeu de rôle. »

— Laurent Gärtner
 , Gérer le conflit
De manière synthétique, on peut distinguer des implications de type « mission », « historique » (passé des personnages), « bâton/carotte » ou « mort ou vif », avec la possibilité d'associer deux implications. Le passé des personnages peut être constitué des aventures qu'ont déjà vécu les personnages, le meneur de jeu s'appuyant sur les parties précédentes pour impliquer les personnages-joueurs ; il peut aussi s'agir d'éléments déterminés lors de la création (background).
Ces accroches donnent en général le type de scénario, mais il peut s'agir d'un leurre, d'un prétexte, d'un MacGuffin. Certaines accroches sont des accroches type d'un jeu donné ; c'est le cas en particulier des jeux à mission, des jeux où les personnages font partie d'une organisation, par exemple :
- service secret : James Bond 007 ;
- force de police : Berlin XVIII, C.O.P.S., Paranoïa ;
- armée : Deathwatch, Only War, Robotech, Technoguerriers ;
- organisation maffieuse ou anti-maffieuse Cirkus ;
- organisation religieuse ou mystique : In Nomine Satanis - Magna Veritas, Dark Heresy, Shaolin et Wudang (moine bouddhiste ou taoïste) ;
- organisation occulte : Chill, Beyond the Supernatural ;
- société secrète : Paranoïa ;
- une guilde professionnelle : Rogue Trader, Guildes.

Cette notion d'accroche inclut, au moins partiellement, les raisons qui poussent les personnages joueurs à former un groupe. Les meneurs de jeu débutants ou en manque d'imagination éludent souvent cette question, ce qui est caricaturé au début du Donjon de Naheulbeuk :

« Salut, tu viens pour l'aventure ? »

Un des poncifs des jeux de rôle médiévaux-fantastiques est la taverne : les personnages ont rendez-vous avec un potentiel employeur à la taverne, ou bien sont en train de se détendre à la taverne et sont contactés, ou encore se retrouvent mêlés malgré eux à une intrigue. Les poncifs de début d'aventure répondent là encore à un impératif « économique », le meneur de jeu n'ayant que quelques jours ou semaines pour concevoir un scénario devant impliquer plusieurs personnages.
Certains jeux au contraire mettent la création du groupe au cœur de la trame scénaristique. Par exemple, dans Ars Magica, les personnages joueurs forment une alliance ; dans Hurlements, les personnages font partie d'une caravane ou constituent une équipe de journalistes dans Channel Fear. Dans Tenga, la création du groupe est un des points essentiels du début d'une campagne, ce point occupe un chapitre entier du livre des règles ; un groupe est défini par
- son concept : ce qui réunit les personnages ;
- son ambition : l'objectif que s'est fixé le groupe ;
- son karma ; ce que les joueurs voudraient que le groupe accomplisse à la fin de la campagne ;
- son talent : une compétence dans laquelle les membres du groupe sont efficaces lorsqu'ils agissent ensemble ;
- son accomplissement : son objectif, ce qu'il considère comme une avancée significative vers son ambition ;
- ses ressources : les moyens que possède le groupe pour arriver à ses fins ;
- ses limites : faiblesses ;
- et ses rivaux.

Dans le jeu Apocalypse World et les jeux dérivés (powered by the Apocalypse), D. Vincent Baker (en) a codifié le « savoir-faire » en termes de « motorisation » de scénarios et a créé la notion de « front ». Un front est une faction poursuivant un but, avec :
- des acteurs : les personnages en scène ;
- un destin funeste : ce qui advient si les personnages-joueurs n'interviennent pas ;
- des enjeux : des questions, présentant des interactions possibles du front avec les personnages-joueurs ou l'environnement ;
- des dangers : des étapes dans la réalisation du destin funeste.

Un scénario comporte typiquement un à trois fronts. La notion de front recouvre celle de schéma dramatique exposée ci-dessus.
Dans le jeu Fiasco, Jason Morningstar (en) a codifié l'utilisation de liens entre les personnages comme moteur principal de la narration. Chaque personnage est lié à deux autres personnages — incarnés par les joueurs situés à sa gauche et à sa droite — par une relation, qui peut être un lien familial, une relation amoureuse, une relation professionnelle, un objet (bien convoité, arme…) ou un lieu. Ces relations sont l'objet des différentes scènes d'une partie.

### Lier les différentes parties
Lorsqu'un même groupe de joueurs joue régulièrement, il devient intéressant de lier les parties entre elles. C'est la notion de « campagne », du terme anglais campaign, la campagne militaire (le jeu de rôle étant issu du jeu de guerre). Vivien Féasson fait un parallèle entre le jeu de rôle et les séries télévisées, un scénario (une partie) étant un épisode et une campagne étant une saison :

« Bâtir toute une saison
[…]
Si le meneur de jeu souhaite lier un minimum ses épisodes entre eux et bâtir une véritable saison, il lui faudra utiliser des personnages récurrents, mettre ses joueurs face aux conséquences de leurs actes et surtout faire évoluer les relations au sein du groupe (seul élément véritablement stable de la saison), poussant en quelques sorte une bande d'égoïste à se changer en une véritable famille recomposée.
Il lui faudra également élaborer une intrigue forte reliant la majorité des épisodes entre eux, refaisant surface régulièrement et offrant aux héros un but à peu près clair à atteindre »

— Vivien Féasson, Les Errants d'Ukiyo, Éditions Icare, 2012 (ISBN 978-2-917475-79-9), p. 137
Dans une première approche, une compagne consiste en une unité narrative :
- unité de temps et de lieu a minima, mais dans un sens plus large que le théâtre classique français : les personnages reviennent sur des lieux familiers qui peuvent s'étendre sur un continent voire une galaxie ; ils revoient des personnages non-joueurs déjà rencontrés ; et les histoires des parties se succèdent chronologiquement, sur une durée pouvant aller de quelques jours à plusieurs années ;
- unité d'action parfois : les parties ont un thème commun, une trame générale (metaplot).

Une campagne peut désigner des situations aussi diverses qu'un cadre de jeu (un univers « bac à sable » dans lequel évoluent les personnages) ou un grand scénario s'étendant sur plusieurs séances de jeu (en général au minimum 3 à 5).
C'est notamment là qu'intervient la notion d'arc narratif et la méthode du « 5 × 5 » évoqués plus hauts, et qui permettent de mitiger la notion de linéarité.

### Création de l'environnement
Historiquement, c'est quasiment la seule partie qui était détaillée par les ouvrages : lieux, personnages non-joueurs, objets, …
L'environnement doit idéalement répondre à trois exigences :
- avoir un intérêt pour les joueurs (composante ludique L) ;
- avoir un intérêt pour l'histoire (composante narrative N) ;
- être cohérent avec l'univers du jeu (composante simulationniste S).

Si un créateur de scénario crée, mettons, une habitation, c'est que celle-ci doit jouer un rôle dans l'histoire (composante N), par exemple : les joueurs doivent la fouiller pour trouver un indice qui fera avancer leur enquête. En outre, afin que les joueurs soient intéressés par cette exploration, elle doit receler des défis pour les joueurs (composante L) et donc leurs personnages ; cela peut être un intérêt inhérent au lieu — déjouer un système de détection, un piège, maîtriser un animal de garde, ouvrir un coffre-fort, trouver l'indice — ou bien externe : temps limité avant l'arrivée du propriétaire, ne pas éveiller les soupçons des voisins, …
Par ailleurs, la maison doit répondre à son usage normal dans l'univers (composante S) : on doit pouvoir y vivre, elle doit donc être fonctionnelle. S'il s'agit de la demeure d'un paranoïaque, on peut concevoir qu'il ait piégé certaines pièces, mais il a prévu un moyen de désamorcer ses propres pièges. Si le propriétaire a de la famille, des serviteurs, il ne peut pas piéger les endroits où ils vivent, travaillent et passent. Ceci se retrouve dans toute notion de « place forte » (château fort, banque, prison, caserne, commissariat…) : le lieu doit obéir aux règles de la poliorcétique (pouvoir soutenir un siège), mais les nécessités de vie et de fonctionnement, ainsi que les négligences du quotidien, introduisent des faiblesses, ne serait-ce que la nécessité d'avoir une porte…
Notons que la cohérence interne à l'univers de jeu (S) — qui, rappelons-le, permet de limiter la suspension consentie de l'incrédulité — était souvent une préoccupation secondaire pour de nombreux auteurs jusque dans les années 1990. C'est ainsi que fleurissaient des donjons remplis d'occupants sans possibilité de se nourrir ou même de respirer (des dizaines de kilomètres de couloirs et cavernes situés plusieurs centaines de mètres sous terre), sans parler de besoins plus triviaux, voire d'occupants sans but, les fameux « monstres errants » rencontrés au hasard, les scénarios fournissant des « tables de rencontres aléatoires ». Par ailleurs, la composante narrative (N) était souvent réduite à sa portion congrue ; elle se limitait en général à l'accroche du scénario. Seul importait alors l'intérêt ludique (L), c'est-à-dire le défis que cela représente pour les joueurs (énigmes, stratégie), portant en cela l'héritage du jeu de guerre (les premiers jeux de rôle étaient des dérivés des wargames). Par exemple, dans le scénario The Place of Magic pour Palladium FRPG (1984 pour sa première édition), le premier niveau du complexe souterrain est peuplé d'humains frappés par une malédiction, qui survivent là sans aucun moyen de subsistance ; ou alors le scénario Le Puits (The Wishing Well) pour les Défis fantastiques : le jeu de rôle, où les héros explorent des galeries qui se trouvent au fond d'un puits à sec depuis peu — donc qui étaient encore récemment immergées — et dans lesquels on trouve une gargote… Dans un domaine connexe, le livre-jeu Les Portes de l'Au-delà (1984) illustre bien ce phénomène, avec un enchaînement de pièces sans lien les unes avec les autres et la présence de montres errants.
La création de l'environnement a donc idéalement trois dimensions :
- la dimension « technique » : plan d'un lieu avec ce que l'on y trouve, caractéristiques des objets et des personnages ;
- la dimension « saveur », un « habillage », pour rendre vivante sa description : ambiance du lieu (odeurs, bruits, éclairage, aspect des matériaux, …), aspect d'un objet, ciblage du personnage (carrure, manière de s'habiller, accent, …) ;
- la dimension dramatique : comment cet élément d'environnement s'intègre dans l'histoire, quelles sont ses relations avec les autres éléments de l'histoire.

Dans le scénario Mourir dignement, Jérôme Larré ne dresse pas le plan d'un château, mais décrit « des scènes abstraites (seuil, passage, lieux de vie etc.) auxquelles pourraient correspondre plusieurs pièces présentant des défis ou des enjeux similaires. […] Cela a pour objectif de vous permettre de :
- réutiliser cette partie du scénario, tout en préservant l'effet de surprise ;
- valoriser les initiatives [des] joueurs ; ils jouent des ninja expérimentés : cela ne change pas grand chose qu'ils s'introduisent dans la forteresse en passant par les toits ou des souterrains ;
- modifier à loisir la taille du château, en fonction de vos envies et du temps imparti. »

Par exemple, la scène « seuil » ne peut être jouée qu'une seule fois et peut donc correspondre à une entrée par la grande porte (en trompant les gardes), au mur d'enceinte (en l'escaladant), aux canalisations (en nageant), aux geôles (en connaissant le milieu criminel), aux toits (en faisant preuve de discrétion)… Cette scène débouche sur un « lieu de vie », une « réserve », un « passage dégagé » et un « passage risqué ». Le scénario fournit donc une description technique (sans plan) et une description dramatique des lieux, mais la saveur et l'apparence exactes sont laissés aux soins du meneur de jeu. Il y a au total neuf scènes différentes que le meneur de jeu peut enchaîner comme bon lui semble (en respectant les transitions possibles entre scènes), à la volée (en improvisant en cours de jeu). « Si vous griffonnez votre propre carte à côté afin de ne pas vous emmêler les pinceaux et que vous soignez les transitions d'une scène à l'autre, il n'y a rien de plus simple. »
Pour un certain nombre d'auteurs, la variété des rencontres réside plus dans la variété des saveurs et du contexte dramatique, que de la variation des caractéristiques techniques. Par exemple, la tendance était initialement de proposer une pléthore d'armes ayant chacune ses propres valeurs chiffrées, voir par exemple le tableau des armes des Règles avancées de Donjons & Dragons ou bien les multiples tableaux de Rolemaster ; à l'inverse, de nombreux jeux récents, comme Usagi Yojimbo 2e éd., assimilent des armes dans des grandes catégories, par exemple, les armes tranchantes sont toutes identiques d'un point de vue technique, et ont simplement une apparence différente. Dans le même ordre d'idées, le jeu de rôle SimulacreS propose uniquement trois types de personnages non-joueurs secondaires : les faibles, les moyens et les forts, à la charge du meneur de jeu de les « habiller » de signes distinctifs. C'est d'ailleurs la démarche que suivent un certain nombre de jeux de rôle génériques : certains éléments sont techniquement identiques d'un univers à l'autre, seule change la description.
La gamme Palladium FRPG fournit deux exemples opposés totalement pour la description des royaumes :
- dans l'ouvrage Old Ones[46], la description du royaume de Timiro se limite a trente-quatre plans de ville et vingt-et-un plans de forts ;
- dans l'ouvrage Western Empire[51], aucun plan n'est fourni ; par contre, on y indique quels sont les relations entre les différents royaumes, qui sont autant d'amorces d'aventures.

L'Encyclopédie du monde de Loup Solitaire ou La Mer Intérieure de Pathfinder allient les deux, puisqu'ils fournissent des cartes des différentes régions, et pour chaque royaume, à la fois des caractéristiques chiffrées (comme la population) mais aussi un court historique, les relations avec les autres royaumes ainsi que les événements en préparation (et donc des amorces de scénarios).

### Générateurs aléatoires
Un certain nombre d'ouvrages proposent des tables permettant de « choisir » par un jet de dé tel ou tel élément de l'histoire. Dans le cas des jeux de rôle, il ne s'agit en général pas d'une obligation, mais plutôt d'une aide : ainsi, le meneur de jeu n'a pas à s'occuper de tous les détails durant la phase de préparation, certains peuvent être déterminés « à la volée ».
Dans sa première édition, le Guide du maître des Règles avancées de Donjons et Dragons proposait un générateur aléatoire de donjons : des tirages de dés indique la forme des pièces, ce qui s'y trouve, puis pour chaque issue, le type de couloir. Une méthode un peu différente est proposée dans les Défis fantastiques : le meneur de jeu jette des dés à six faces ; leur emplacement indique l'emplacement de la pièce sur le plan, et le chiffre (divisé par deux) indique le nombre d'issues.
On trouve également des tables de butin, qui permettent de déterminer les objets en possession d'une créature tuée ou capturée.
Outre les éléments d'environnement, il existe aussi des tables d'accroche de scénario. L'éditeur Les XII Singes a également publié Imagia, un jeu de cartes donnant des éléments narratifs à introduire dans les parties (soit dans le cadre de la préparation, soit en cours de partie). Certaines tables utilisent les Rory's Story Cubes ou bien des logiciels.
La génération aléatoire est un des mécanismes des jeux narratifs. En effet, puisque l'intérêt est la manière dont on construit et raconte l'histoire, l'introduction d'éléments aléatoires est une contrainte qui oblige les joueurs à faire preuve d'inventivité pour assurer une cohérence. C'est également un des mécanismes utilisé dans le old-school renaissance.

### Création collaborative
Un certain nombre de jeux proposent de créer le cadre de l'aventure de manière coopérative : les joueurs définissent l'objectif de la partie, la topologie des lieux, les obstacles qu'ils rencontrent… Les jeux s'attachent toutefois à respecter le principe selon lequel un joueur qui définit une opposition n'est pas celui qui est chargé de la résoudre. Cette démarche est une forme de partage narratif.
Par exemple, dans Wilderness of Mirrors (John Wick, 2011), les joueurs font partie d'un service secret. La séquence de création du cadre correspond à la réunion de préparation de la mission (briefing). La partie est ensuite menée de manière classique, avec un meneur de jeu chargé de mettre en scène les éléments définis, en ajoutant éventuellement ses propres éléments.
Le jeu d'horreur Sombre (Johan Scipion, 2011) propose un mode de jeu sans préparation de scénario appelé Quickshot, la création du cadre se faisant par un brainstorming. Selon l'auteur, comme les joueurs participent eux-mêmes à la création du cadre, tous les éléments définis en commun sont déjà assimilés dans la fiction par les joueurs, ce qui permet de gagner du temps durant la partie et favorise l'immersion.